# Taplow

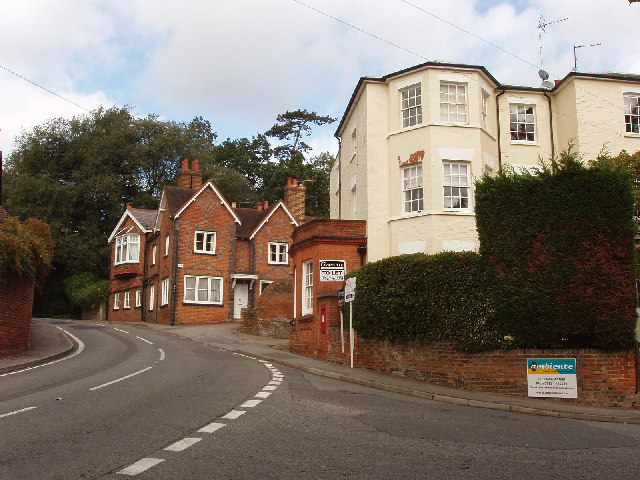
Vue de Taplow.

Taplow est un village et une paroisse civile du Buckinghamshire, en Angleterre. Il est situé sur la rive orientale de la Tamise, en face de la ville de Maidenhead. Administrativement, il relève du district de South Bucks. Au moment du recensement de 2011, il comptait 1 669 habitants.
Une sépulture princière anglo-saxonne du VIIe siècle a été découverte à Taplow en 1883.

## Personnalités liées
- La costumière Alice Comyns Carr (1850-1927) est née à Taplow.
- Le chanteur Richard Sanderson est né à Taplow en 1953.
- La nageuse et kayakiste handisport Jeanette Chippington est née à Taplow en 1970.